# Schmidt József (mérnök)
Schmidt József (Zalaegerszeg, 1879. szeptember 20. – Budapest, 1964. július 12.) magyar mérnök.

## Életpályája
1900-ban, a Műegyetemen diplomát szerzett. Zalaegerszegen dolgozott magánmérnökként, ezután az Állami Földmérés szolgálatába lépett 1910-ben. 1936. körül a földművelésügyi minisztérium gazdasági-műszaki hivatalán kezdett el dolgozni. 1942-ben nyugalomba ment ennek az elnökeként. Neve tagosítási és telepítéspolitikai munkásságán kívül az általa feltalált öt számjegyű trigonometrikus logaritmustábla által lett ismertté.

## Művei
- Új szerkezetű ötszámjegyű trigonometriai logarszámoló (Geodéziai Közlöny, 1925)
- Új elrendezésű földmértani logartábla (Geodéziai Közlöny, 1949)
- Földmértani logartábla (Földméréstani Közlöny, 1954)